# Кассу, Жан
Жан Кассу (фр. Jean Cassou; 9 июля 1897, Бильбао — 15 января 1986, Париж) — французский прозаик, поэт, историк, искусствовед, переводчик. Участник французского Сопротивления. С 1945 по 1965 год — главный хранитель парижского Музея современного искусства.

## Биография и творчество

### Довоенный период
Жан Кассу родился в 1897 году в испанской Стране Басков, в местечке Деусто близ Бильбао. Его отец, инженер по профессии, был беарнцем с мексиканскими корнями, мать происходила из Андалусии. С раннего возраста Жан говорил с матерью по-испански и впоследствии на протяжении всей своей жизни сохранял интерес к испанскому языку и культуре Испании.
Когда Жану было четыре месяца, семья переехала во Францию, и его детство прошло в Сен-Кантене. В 1910 году Жан с родителями переселился в Париж; в 1913 году не стало его отца. Рано осиротев, шестнадцатилетний Жан был вынужден самостоятельно зарабатывать на жизнь себе и матери. Тем не менее в 1917 году он получил степень бакалавра и поступил в Сорбонну, выбрав в качестве специализации испанский язык. Интересуясь литературой и искусством, Кассу публикует в различных изданиях собственные статьи на соответствующие темы и совместно с группой друзей основывает собственный журнал Le Scarabée. В 1919 (по другим источникам в 1921) году он стал секретарём Пьера Луиса, который оказал большое влияние на его художественные взгляды. С 1921 года он также начал вести рубрику Lettres espagnoles («Испанские письма») в Mercure de France, а в 1923 году получил должность редактора в Министерстве народного просвещения.
В 1925 году вышел первый роман Жана Кассу, «Похвала безумию» (Eloge de la folie), за которым последовали «Венские гармонии» (Harmonies viennoises, 1926) и «Ничейная земля» (Le Pays qui n’est à personne, 1927). В 1920-х — 1930-х годах создаются также такие его работы, как историческое эссе «Жизнь Филиппа II» (La Vie de Philippe II, 1929), литературоведческие исследования «Панорама современной испанской литературы» (Panorama de la littérature espagnole contemporaine, 1929), «Величие и позор Толстого» (Grandeur et infamie de Tolstoï, 1932), «Во имя поэзии» (Pour la Poésie, 1935), «Сервантес» (Cervantes, 1936), искусствоведческие монографии «Эль Греко» (Le Gréco, 1931), «Пикассо» (Picasso, 1937), «Матисс» (Matisse, 1939). Кроме того, Кассу переводит испанских авторов, в том числе Сервантеса, Унамуно, Мачадо, Гомеса де ла Серну, и сотрудничает с такими журналами, как La Nouvelle Revue française, La Revue de Paris, Revue Européenne и др. В 1932 году его назначают инспектором исторических памятников.

### Предвоенные годы и оккупация
С 1933 года Кассу, обеспокоенный приходом Гитлера к власти, занял активную общественную позицию, стремясь противостоять нацистской идеологии. В 1934 году он стал членом Комитета бдительности антифашистской интеллигенции; в 1936 году возглавил антифашистскую газету Europe. В том же году Кассу вошёл в состав кабинета министра народного просвещения Жана Зе; занимаясь вопросами искусства, он в то же время горячо поддерживал испанский Народный фронт и выступал за вмешательство Франции в Гражданскую войну в Испании. 1936 год стал также годом публикации одного из самых известных романов Кассу, «Кровавые дни Парижа» (Les Massacres de Paris), посвящённого Парижской коммуне. Был близок к Французской коммунистической партии, но порвал с ней из-за пакта Молотова-Риббентропа.

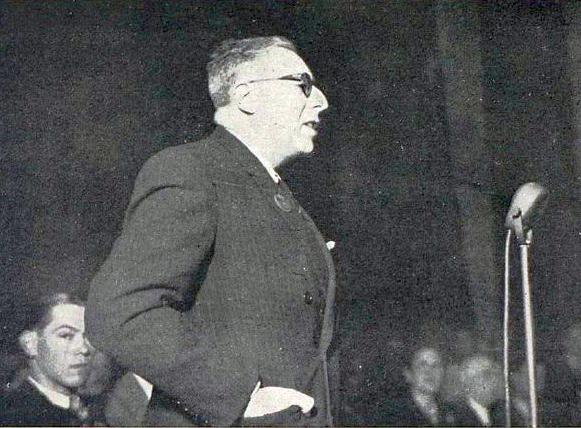
Жан Кассу в 1944 году

Параллельно с общественной и антифашистской деятельностью Кассу продолжает поддерживать тесные связи с миром искусства, и в 1938 году следует его назначение хранителем парижского Люксембургского музея (будущего Музея современного искусства). В 1939 году Кассу руководит эвакуацией произведений искусства, которые вывозят из столицы в провинцию. В 1940 году его назначают главным хранителем, однако почти сразу же, при режиме Виши, смещают с должности из-за его политических убеждений. Совместно с единомышленниками — Клодом Авелином, Марселем Абраамом, Аньес Эмбер и другими — Кассу создал подпольную группу, печатавшую и распространявшую антифашистские листовки. Позднее, объединившись с группой Анатолия Левицкого и Бориса Вильде, Кассу и его товарищи взяли на себя издание подпольной газеты Resistance («Сопротивление»). Главным редактором был Кассу; в общей сложности вышло пять выпусков: первый 15 декабря 1940 года, последний — в марте 1941-го.
После арестов нескольких членов организации Кассу был вынужден скрываться в Тулузе, где продолжил антифашистскую деятельность, войдя в состав группы Пьера Берто. В 1941 году Кассу был арестован и помещён в военную тюрьму. Лишённый возможности писать и читать, не имея ни бумаги, ни ручки, он сочинил в уме цикл сонетов, получивший затем название «33 сонета, созданные в тюрьме» (Trente-trois sonnets composés au secret). В 1944 году цикл был тайно опубликован издательством «Минюи»; автор скрылся под псевдонимом Жан Нуар; предисловие к сборнику — также под псевдонимом — написал Луи Арагон. Впоследствии Кассу вспоминал: «Я познал поэтический опыт в совершеннейшей его форме, когда не существует никаких внешних отвлечений: только лишь диалог между поэтом и поэзией».
После освобождения в июне 1943 года Кассу возобновил прежние связи с Сопротивлением. В 1944 году Временное правительство Французской республики назначило его комиссаром республики в Тулузе, однако в ночь освобождения Тулузы, с 19 на 20 июня, возвращаясь с собрания Комитета Освобождения, Кассу был задержан немецким патрулём, избит и оставлен умирать. Его госпитализировали с переломом черепа; 16 сентября генерал де Голль лично посетил его в больнице, чтобы вручить ему Орден Освобождения.

### После войны

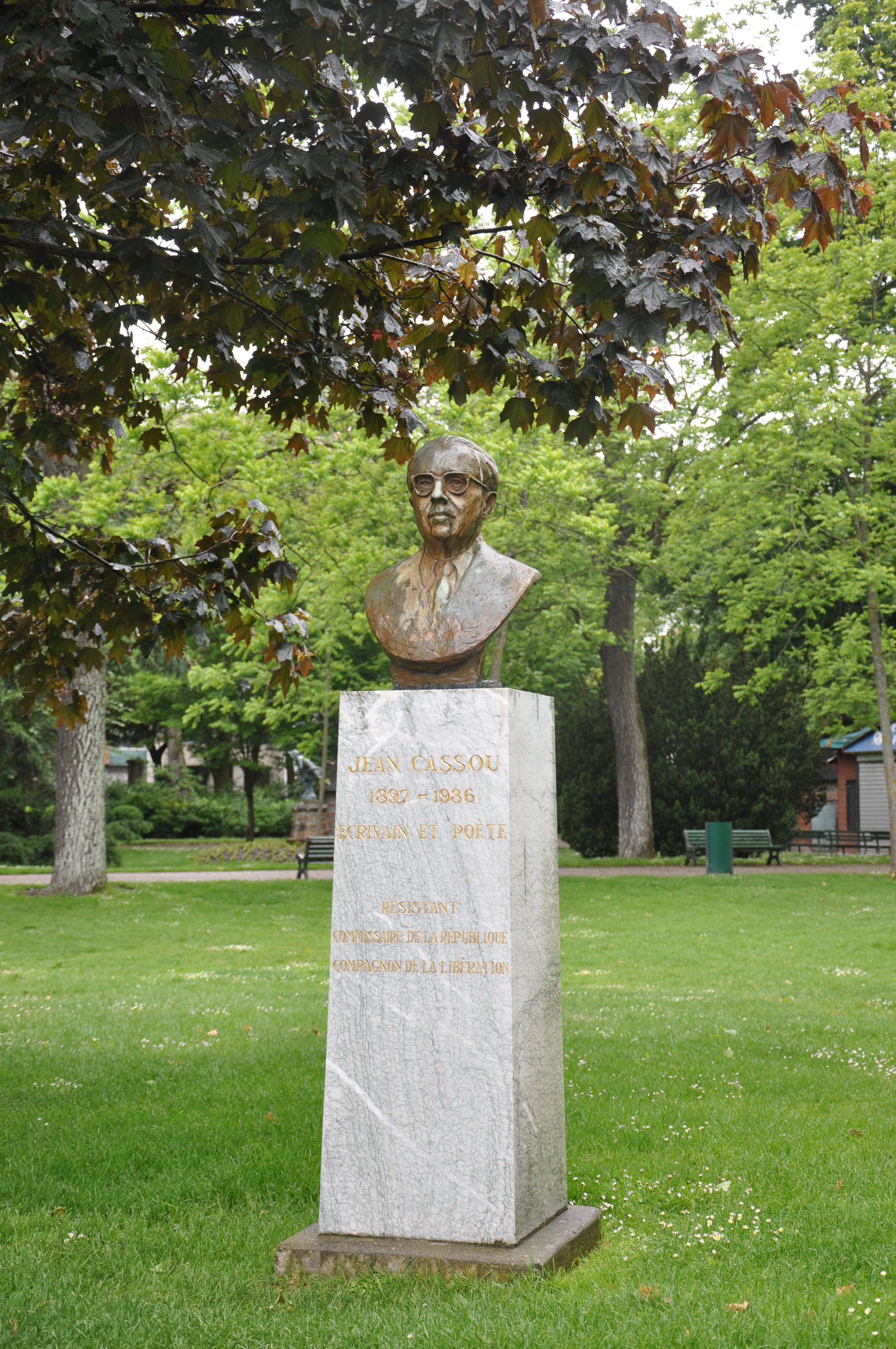
Бюст Жана Кассу в Ботаническом саду Тулузы

После окончания войны Кассу вернулся к тому, что считал делом своей жизни, — формированию национального Музея современного искусства, который размещался вначале в парижском Люксембургском дворце, а с 1947 года — в Токийском дворце. В то же время он вновь стал главным редактором журнала Europe; в 1946—1947 годах был президентом Национального комитета писателей (Comité national des écrivains, CNE), в 1947—1949 годах — Национального союза интеллектуалов (Union nationale des intellectuels, UNI). В то же время Кассу, долгое время симпатизировавший коммунистическим идеям, резко порывает с коммунизмом и заявляет о своём неприятии советского тоталитаризма. Живо интересуясь общественной и политической жизнью (Кассу становится страстным сторонником Тито; выступает против войны в Алжире; сочувственно относится к майским событиям 1968 года), Кассу тем не менее постепенно отходит от активного участия в политике.
В 1950-х годах Кассу публикует ряд романов: «Великолепная осень» (Le bel automne, 1950), «Книга Лазаря» (Le livre de Lazare, 1955), «Время любить» (Le temps d’aimer, 1959); в 1953 году выходит посвящённое Сопротивлению эссе «Короткая память» (La mémoire courte), в 1954-м — литературоведческое исследование «Трое поэтов: Рильке, Милош, Мачадо» (Trois poètes, Rilke, Milosz, Machado). Оставив в 1965 году свой пост в музее, который он занимал двадцать лет, Кассу несколько лет преподавал социологию искусства в Практической школе высших исследований, вплоть до выхода на пенсию в 1970 году. В 1964 году Кассу был избран членом бельгийской Королевской академии французского языка и литературы. В 1967 году он был удостоен Премии князя Монако; в 1971 году — Большой национальной литературной премии за совокупность творчества (к тому времени им было опубликовано в общей сложности около сорока книг, включая романы, сборники новелл и стихотворений, исторические, литературоведческие и искусствоведческие труды); в 1983 году — Большой премии общества литераторов (Grand Prix de la Société des gens de lettres). В 1981 году вышла книга воспоминаний Жана Кассу «Жизнь за свободу» (Une vie pour la liberté), в которой он, как истинный свидетель эпохи, повествует о политической, интеллектуальной и художественной жизни своего времени.
Жан Кассу умер в Париже 15 января 1986 года, в возрасте восьмидесяти восьми лет, и был похоронен на парижском кладбище Тье.